# Controlador de voo

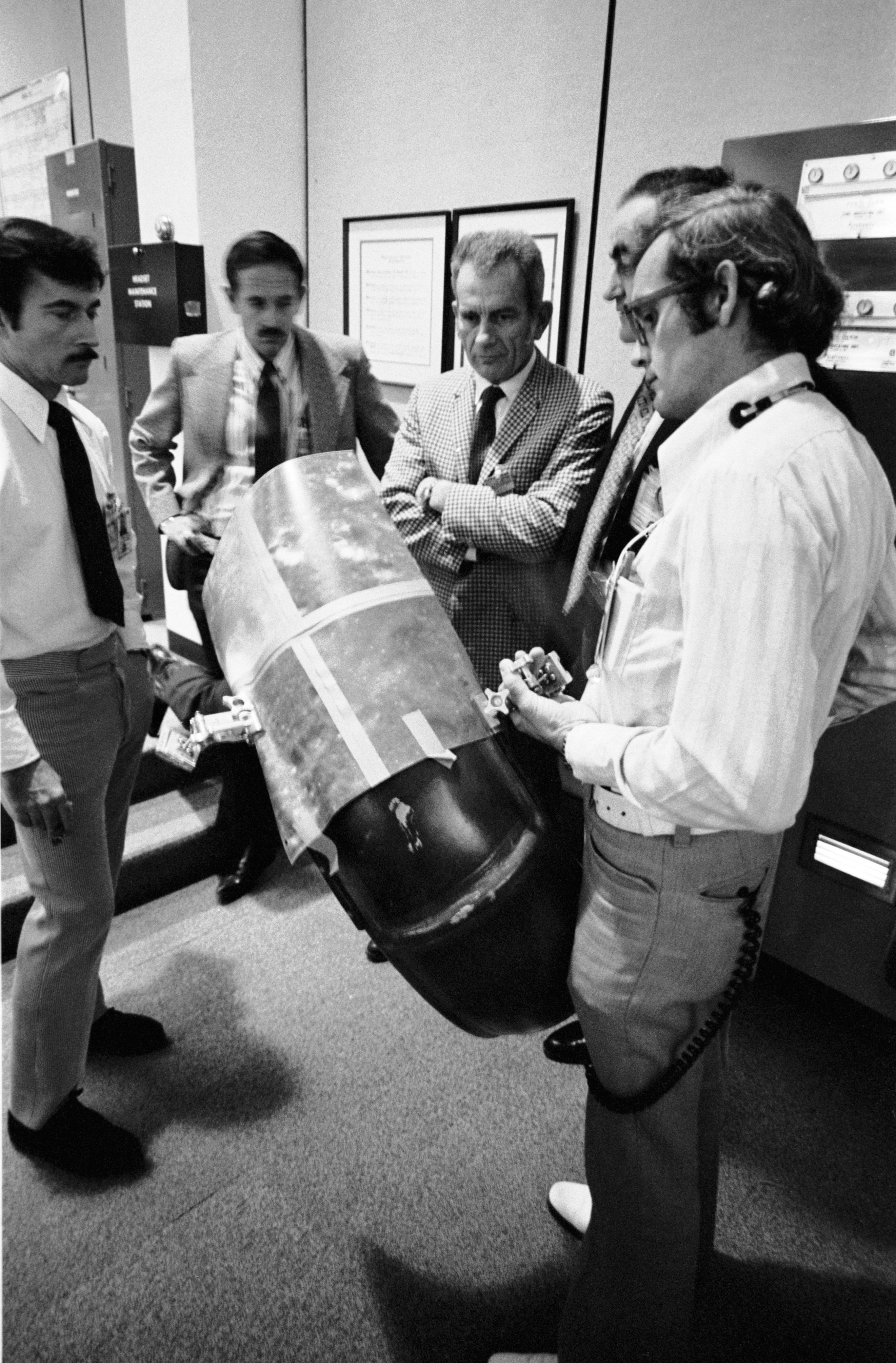
Cinco controladores de voo do projeto Apollo avaliam uma solução para o problema no jipe da missão Apollo 17.

Controlador de voo, é a denominação atribuída às pessoas que atuam nas operações e controle de voos espaciais, geralmente trabalhando em Centros de Controle de Missão, tais como o Centro de Controle de Missão Christopher C. Kraft Jr. e o Centro Europeu de Operações Espaciais, ou instalações a eles relacionadas.

## Atividades
Controladores de voo, geralmente trabalham em consoles de computadores e usam telemetria para monitorar vários aspectos técnicos da missão em tempo real. 
Cada controlador de voo é um especialista numa determinada área e está em contato permanente com outros especialistas na sala de apoio. 
O diretor de voo, é o líder da equipe de controladores de voo, e é quem tem a responsabilidade geral sobre o sucesso e segurança da missão.

## Funções
Existe um determinado conjunto de funções e hierarquia em toda missão. A quantidade de controladores envolvidos e a função que cada um exerce pode variar, mas cada função recebe uma nomenclatura padronizada e é sempre referenciada da mesma forma.
Seguem alguns exemplos dessas funções e seus respectivos códigos de chamada (em inglês):
- Diretor de voo (FLIGHT)
- Diretor de Operações (MOD)
- Comunicador com a Capsula (CAPCOM)
- Cirurgião de voo (SURGEON)
- Oficial de relações públicas (PAO)
- Engenheiro de propulsão (BOOSTER)
- Oficial de controle (CONTROL)
- Gerente de eletricidade, ambiente e itens de consumo (EECOM)[2]
- Oficial de atividades de voo (FAO)
- Oficial de dinâmica de voo (FIDO)
- Oficial de orientação (GUIDO)
- Engenheiro de orientação, navegação e controle (GNC)
- Oficial de instrumentos e comunicação (INCO)
- Oficial de rede terrestre (NETWORK)
- Oficial de organização e procedimentos (O&P)
- Oficial de retrofoguetes (RETRO)
- Engenheiro de sistemas de processamento de dados (DPS)
- Oficial de atividade extraveicular (EVA)